# فال چهل سرود
فال چهل سرود یا  چل سرو  یکی از آداب کهن در استان لرستان و برخی شهرهای لک زبان در غرب کشور است که غالباً در شب یلدا و شب‌های بلند زمستان در محافل شاعرانه یا دیگر مراسمات محلی اجراء می‌شود. این فال مجموعه‌ای از تک بیت‌ها به زبان لکی است که مردم در مناسبت‌های مختلف از آن استفاده می‌کنند. فال چهل سرود در میان غیر لک زبانان استان لرستان نیز رواج گسترده دارد.  فال چهل سرود به درخواست مدیریت کل صنایع دستی و گردشگری استان لرستان، در فهرست میراث شفاهی و سنن ایرانی قرار گرفت و به ثبت ملی رسید.

## ویژگی‌ها
مردم لرستان و لک‌ها طبق رسوم قدیمی خود در روزهای جشن ملی یا مذهبی نظیر نوروز یا شب یلدا، با این اشعار فال و طالع بینی می‌کنند. فال چل سرو بیشتر در استان‌های غربی ایران و بیشتر در استان لرستان و تا حدودی در استانهای، کرمانشاه، همدان و ایلام رواج دارد. و با رشد مدرنیته اما، هنوز هم جای فال «چل سرو» در شب‌های این مردم پایدار است و این محفل همچنان پابرجاست. هر فال متشکل از چهل بیت شعر بوده، که تک بیتی ابتدای آن بیت خوانده می‌شود، و دارای مفاهیم متعدد و پر محتواست که مفهوم بیت چهلم یا پایانی نتیجه فال می‌باشد.

## روند گرفتن فال «چل سرو»
فردی چهل عدد سنگ‌ریزه یا تسبیحی را، که باید دور از چشم بقیه بماند، در دست داشته، سپس، از تسبیح سه دانه را با نیت و نام بردن از نام «الله» و پیامبر اسلام و امام اول شیعیان جدا می‌کند و شروع فال را اعلام می‌کند و به ازای خواندن هر بیت یک دانه تسبیح می‌اندازد و این کار را تا دانه چهلم آن، ادامه می‌دهد. افراد حاضر در جمع که اشعار را می‌خوانند باید ۳ یا ۷ نفر باشند و به صورت تصادفی هر یک بیتی را بخوانند، و هنگام گرفتن فال کافی‌ست قسمتی از ابتدای بیت که معمولاً دو واژه است خوانده شود اما بیت پایانی کامل خوانده شده و تفسیر می‌شود.
برای نمونه:
| خدالم شکری رسیمه مطلو |  | دلم ساکت بی اژ بژاره شو |

شخصی تک بیت «خُدالَم شُکریْ» را می‌خوانند و به همین ترتیب تا پایان چهل بیت خوانده می‌شود؛ و آن‌کسی که تسبیح یا سنگ‌ریزه را در دست دارد، پس از خوانده شدن نیمه اول هر مصرع یک‌دانه تسبیح یا سنگ ریزه را جدا نموده، هنگامی که نوبت به دانه چهلم رسید، همان نیم مصرع پایانی را که یکی از حضار خوانده است به صورت کامل خوانده و با صدای بلند تکرار و به این ترتیب پایان اشعار و نتیجه فال
را بر مبنای شعر سروده شده و معنی آن اعلام می‌کند.

## نمونه‌هایی از ابیات فال
| خُِداتهَ بین دهِ، دوْ گل ژهَ وِهار |  | اول اسب و زین، دُوِم ژَن و مال |

- معنی: خدا به تو دو گل بهاری دهد: اول اسب و زین دوم زن و دارایی←معنی فال(نیک)

| اگر مِیلَکَت، فِرامووشِم بوو |  | سفیدی کفن، بالّا پووشم بوو |

- معنی: اگر تمایلم نسبت به تو فراموش شود، روی من با کفن سفید پوشیده شود ←معنی فال(نیک)
- معنی دیگر: اگر میل و دوستی تو فراموشم شود، بالاپوشم از کفن سفید باشد←(بد)

| خُِدا خُِدام بی وارون بوواریْ |  | سِوزهَ چَم خُِمار آوو ژهَ روْ باریْ |

- معنی:خدا خدا می‌کردم باران ببارد، سبز چهره چشم خمار، آب از رود بیاورد.

| دَمَکَت بار بنهَ نام دَمِم |  | بَلّکَم آرام بوو، دلِّیْ پِر خَمِم |

- معنی:دهانت را بر دهانم بگذار، بلکه دل پر غمم آرام شود (نیک)

| دووس اَول خاس، ایسهَ مِیل سَردِم |  | لیْم یاخی بیهَ، ژهَ حرف مَردِم |

- معنی: یارم ابتدا خوب، الان میلش سرد شده است و از من یاغی شده به خاطر حرف‌های (توطئه) مردم (نیک).

| مَر مهِ چهَ وِتم، توْ چهَ شِنَفتی |  | وهَ دَس مَردِم، توْ لهْ مهِ کَفتی |

- معنی: مگر من چه گفتم و تو چه از من شنیدی و از دست (توطئه) مردم تو از من بیزار شدی←معنی فال(بد)

| هَر مایْ هَر مَچی، بیْ قَضا بین |  | کمر بسته زَری، ایموم رضا بین |

- معنی: همیشه در رفت و آمد هستی، از بلا به دور باشی و همیشه کمر بسته (طلبیده شوی) ضریح امام رضا باشی←معنی فال(نیک)

| تَلّی ژهَ زُِلّفِت، پاوِنِیْ پامهَ |  | گِرٌیْ نوْینمِت، آخِر دُِنیامهَ |

- معنی: تاری از زلفت پا بند پایم است ساعتی تو را نبینم گویا دنیا برایم به پایان رسیده است ←معنی در فال (نیک)

| تَنیا داریْ بیم، کَنی (کیَنی) وهَ پاما |  | گَل‌گَل نازارن، مَنیشت وهَ ساما |

- معنی: تنها درختی بودم که چشمه از پای من می‌گذشت و گلچین خوبان روزگار در زیره سایه‌ام می‌نشستن←معنی فال(نیک)

| یَسهَ پیر بیمهَ، ولّگِم رزیایهَ |  | گَلگَل نازاران، ژهَ سام توریایهَ |

- معنی: این چنین است که حال پیر شده‌ام و برگانم ریخته‌اند و خوبان باسایه‌ام قهر کردن←معنی فال(بد)

| ریه‌َکِی کرماشون، بسازم عه چوو |  | تاگهَ لِیلَکَم، هَر بایْ هَر بِچوو |

- معنی: راه کرمانشاه را سراسر از چوب بسازم تا که معشوقم راحت بیاید و برود←معنی فال(نیک)

| یهِ شِو دیمهَ خاوو، خاوو دروو نیه |  | دَسَکَم وهَ مِل، لِیلَکَم بیهَ |

- معنی: یک شب خوابی دیدم و خواب هم دروغ نیست (خواب دیدم که) دستانم بر گردن معشوقم بوده است←معنی فال(نیک)

| یهِ شِو تاگهَ صوْ، کِوگیْ مشاقون |  | توِمَرز یهَ لیله، مَچوو وهَ باوان |

- معنی: شبی تا صبح کبکی میخواند (گریه میکرد) نگو که آن معشوقم بود که (با قهر) به خانه پدری اش می‌رفت←معنی فال(بد)

| قَسم وهَ موْنْگهَ، چیهَ ژیْر اِورا |  | دِتْ قافل نَکِی، کوِر هاتیهَ دِورا |

- معنی: قسم به آن ماه که به زیر ابر رفت از دخترت غافل شوی  پسران در اطراف او هستند←معنی فال(بد)

| خُِدا بسینیْ، حَقِم ژهَ دایهِ |  | مهِ زجرم کیشا، کی نیشت وهَ سایه |

- معنی: خداوند حقم را از مادر بگیرد که من زجر کشیدم و شخص دیگری زیر سایه‌اش نشتست←معنی فال(بد)

| عهَ ویرتهَ مایْ، کارد بِری دَسِم |  | دستمالت آورد، بَسی لهَ دَسِم |

- معنی: به یاد می‌آوری که کارد دستم را برید و تو دستمال آوردی و دستم را با آن بستی؟←معنی فال(میانه)